# Natalia Pacierpnik
Natalia Pacierpnik, née le 14 août 1988 à Końskie, est une kayakiste polonaise pratiquant le slalom.

## Palmarès

### Jeux olympiques
- 11e en K1 en 2016 à Rio de Janeiro (Brésil)
- 7e en K1 en 2012 à Londres (Royaume-Uni)

### Championnats du monde de canoë-kayak slalom
- 2022 à Augsbourg (Allemagne)
  -  Médaille de bronze en K-1 par équipe

### Championnats d'Europe de canoë-kayak slalom
- 2022 à Liptovský Mikuláš (Slovaquie)
  -  Médaille de bronze en K-1 par équipe
- 2015 à Markkleeberg (Allemagne)
  -  Médaille d'argent en K-1 par équipe
- 2010 à Čunovo (Slovaquie)
  -  Médaille d'argent en K-1 par équipe